# Alive (album de Jessie J)
Pour les articles homonymes, voir Alive.
Albums de Jessie J
Who You Are
(2011)
Singles
1. Wild
Sortie : 26 mai 2013
2. It's My Party
Sortie : 6 septembre 2013
3. Thunder
Sortie : 26 novembre 2013

Alive est le deuxième album studio de l'auteure-compositrice-interprète britannique Jessie J, sorti le 23 septembre 2013 au Royaume-Uni et dans certains pays européens et le 1er octobre 2013 dans le reste du monde. L'album contient des collaborations d'artistes tels que Becky G, Brandy Norwood, Big Sean et Dizzee Rascal,. Il a fait son entrée dans les hit-parades à la troisième place lors de sa première semaine d'exploitation avec 39 270 copies vendues sur le territoire anglais. L'album est un échec commercial avec un peu moins de 200 000 ventes à la fin de janvier 2014.

## Genèse
Alive a été enregistré sur une période de douze mois entre juin 2012 et mai 2013 à Londres, New York et Los Angeles. Le titre de l'album provient de son morceau homonyme Alive, dernière chanson de l'album. Il a été rapporté que Jessie avait travaillé en studio à Los Angeles avec Sia Furler ainsi qu'avec la star légendaire Diane Warren. La chanteuse avait tweeté à ce moment son enthousiasme, disant qu'elle « vivait un rêve ». Tout au long de l'année 2013, Jesse a annoncé qu'elle enregistrait son deuxième album, déclarant : « Lors des sept années avant que je signe mon contrat chez ma maison de disques, je fréquentais des mauvais endroits et j'avais peur de jamais en sortir. C'est pourquoi j'ai écrit cette musique entraînante, comme une façon d'essayer d'échapper à ce que je ressentais. Maintenant que je suis comblée, je n'ai plus peur d'explorer ma douleur. Mais dans le bon sens, ce sera à moi de dire si c'est OK de ne pas se sentir OK ».
En juin 2013, des rumeurs circulaient sur Internet prétendant que le nouvel album de Jessie s'appellerait Gold et que celle-ci l'aurait annoncé sur Capital FM ou que ce serait un mot et qu'il y aurait la lettre « o » dedans. Jessie a alors rapidement révélé la non véracité de ces déclarations lors d'une interview avec Digital Spy, disant : « Vous verrez le titre, la photo et la pochette de l'album et je pense que tout se résumera en un mot, en une seule image. Il représente vraiment où j'en suis dans ma vie en ce moment et comment je ressens ma vie ». Le titre a été annoncé par Jessie le 17 août 2013, lors de sa performance au V Festival et l'album est devenu disponible en pré-commande moins d'une heure plus tard. Plusieurs packs deluxe sont disponibles à la commande sur le site officiel de Jessie, comprenant un pack super deluxe avec un poster signé, une impression artistique en 12x12 et un miroir « Alive » conçu par Jessie elle-même. Le boîtier super deluxe est vendu £40, soit 46 euros avec un exemplaire deluxe de l'album.

## Liste des pistes
| No  | Titre                                      | Auteur                                                               | Producteur(s)          | Durée |
| --- | ------------------------------------------ | -------------------------------------------------------------------- | ---------------------- | ----- |
| 1.  | It's My Party                              | Jessica Cornish, Claude Kelly, John Larderi, Colin Norman            | Larderi, Kelly         | 3:39  |
| 2.  | Thunder                                    | Cornish, Tor E. Hermansen, Mikkel S. Eriksen, Benjamin Levin, Kelly  | StarGate, Benny Blanco | 3:35  |
| 3.  | Square One                                 | Cornish, Tom Barnes, Peter Kelleher, Ben Kohn                        | T/M/S                  | 3:46  |
| 4.  | Sexy Lady                                  | Cornish, Joshua Coleman, Kelly                                       | Ammo, O.C., Kevin Figs | 3:13  |
| 5.  | Harder We Fall                             | Cornish, Lukasz Gottwald, Ammar Malik, Daniel Omelio, Henry Walter   | Dr. Luke, Cirkut       | 3:57  |
| 6.  | Breathe                                    | Cornish, Sia Furler, Eriksen, Hermansen                              | StarGate               | 3:57  |
| 7.  | I Miss Her                                 | Cornish, Kelly, Charles T. Harmony                                   | Chuck Harmony          | 3:58  |
| 8.  | Daydreamin'                                | Cornish, Kelly, Josh Abraham, Oliver Goldstein                       | Abraham, Oligee        | 2:47  |
| 9.  | Excuse My Rude (featuring Becky G)         | Cornish, Becky G, Gottwald, Niles Hollow-Dhar, Malik, Walter         | Dr. Luke, Cirkut       | 3:07  |
| 10. | Wild (featuring Big Sean et Dizzee Rascal) | Cornish, Coleman, Kelly, Sean Anderson, Dylan Mills                  | Ammo                   | 3:54  |
| 11. | Gold                                       | Cornish, Gottwald, Kelly, Walter                                     | Dr. Luke, Cirkut       | 3:24  |
| 12. | Conquer the World (featuring Brandy)       | Cornish, Kelly, John Webb, Anders Froen, J. DeBardlabon, Are Sorknes | Claude Kelly           | 3:26  |
| 13. | Alive                                      | Cornish, Kelly, Rodney Jerkins                                       | Darkchild              | 3:24  |

| 14. | Unite                                   | Cornish, Furler, Eriksen, Hermansen                                 | StarGate       | 3:51 |
| 15. | Hero                                    | Cornish, Moore, El-Bergamy, Lorne Alistair Tennant, Camille Purcell | The ThundaCatz | 3:19 |
| 16. | Magnetic                                | Cornish, Richard Rawson, Peter Ibsen                                | STL            | 3:54 |
| 17. | It's My Party (All About She UKG Remix) | Cornish, Kelly, Larderi, Norman                                     | All About She  | 3:44 |

| 14. | Wild (featuring Big Sean) | Cornish, Coleman, Kelly, Anderson | Ammo | 3:43 |